# Sistema de Lineu

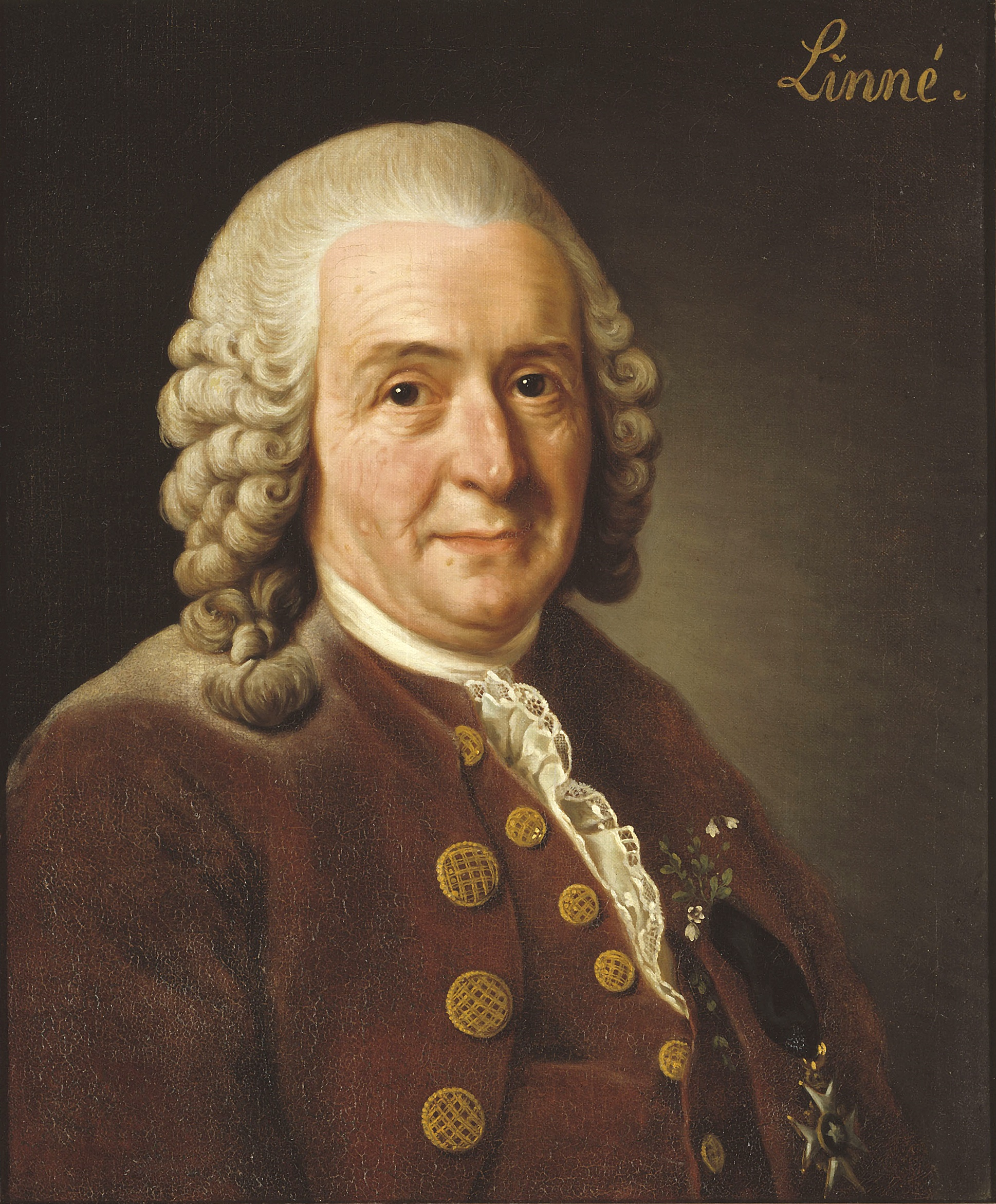
Carl von Linné

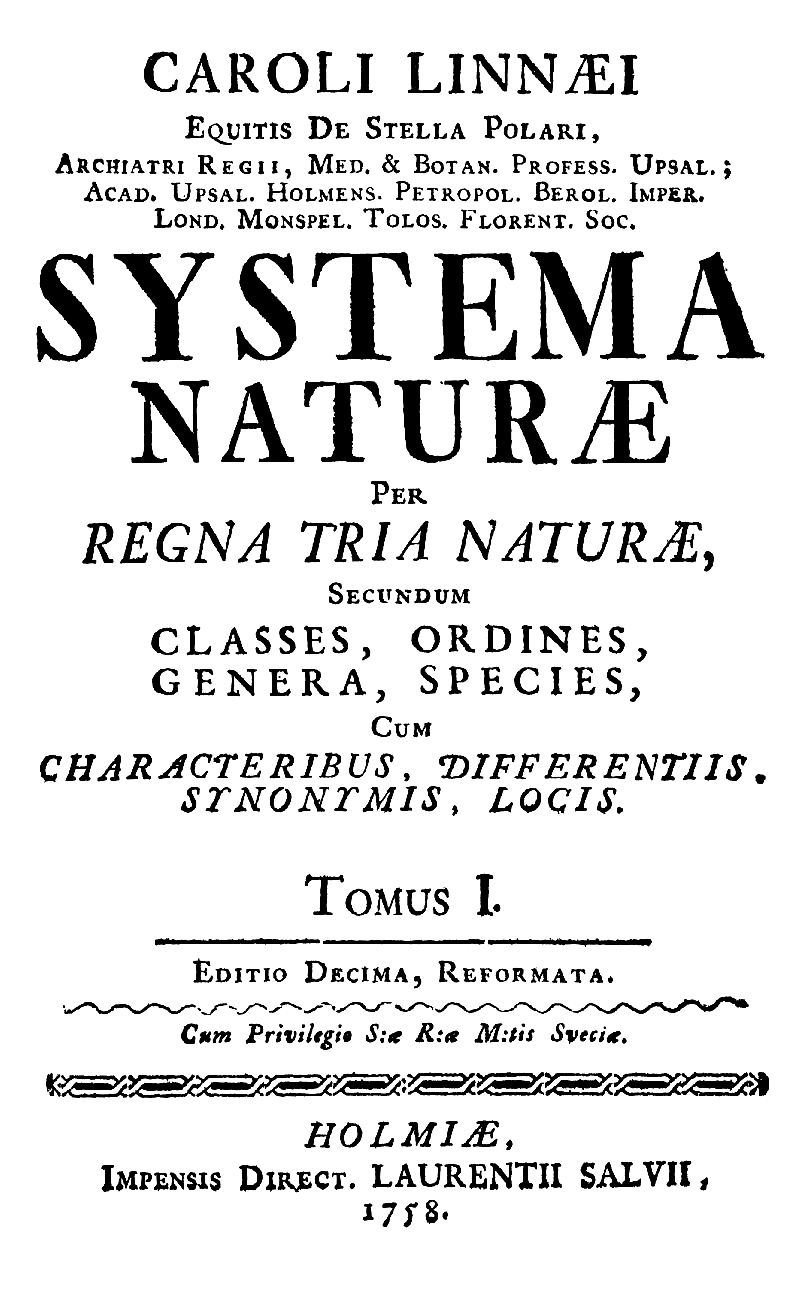
Systema Naturae

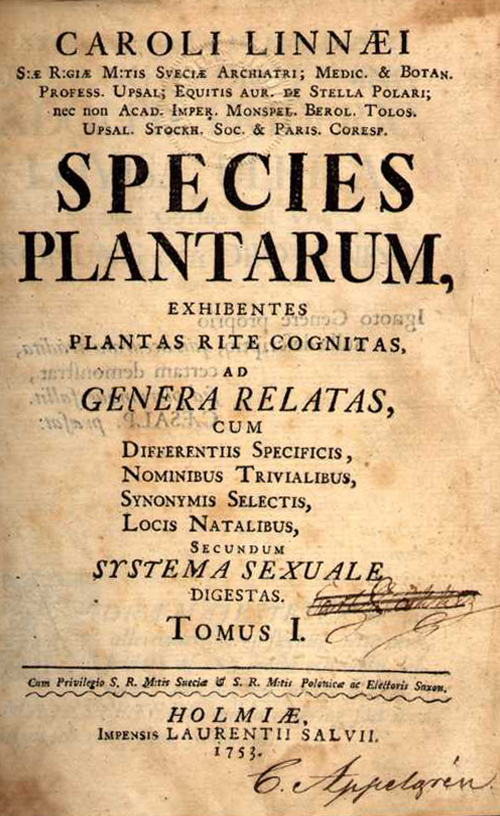
Species plantarum

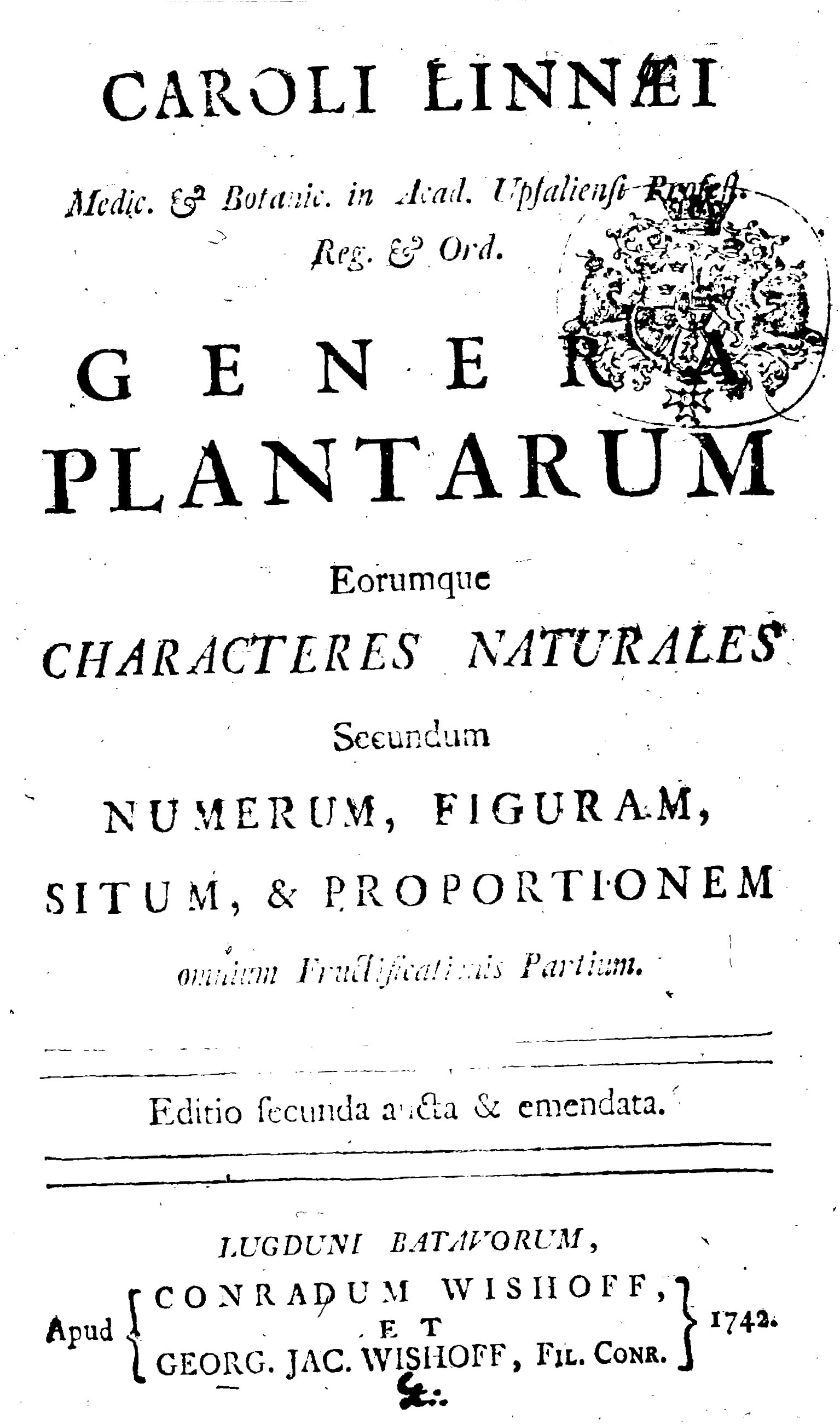
Genera Plantarum

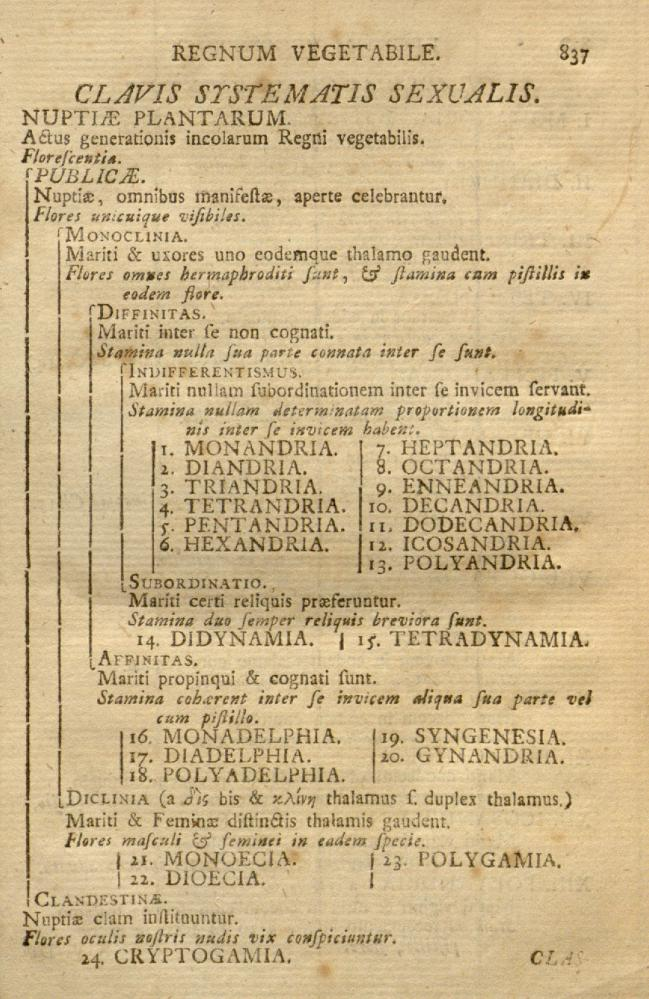
Classificação de Linné

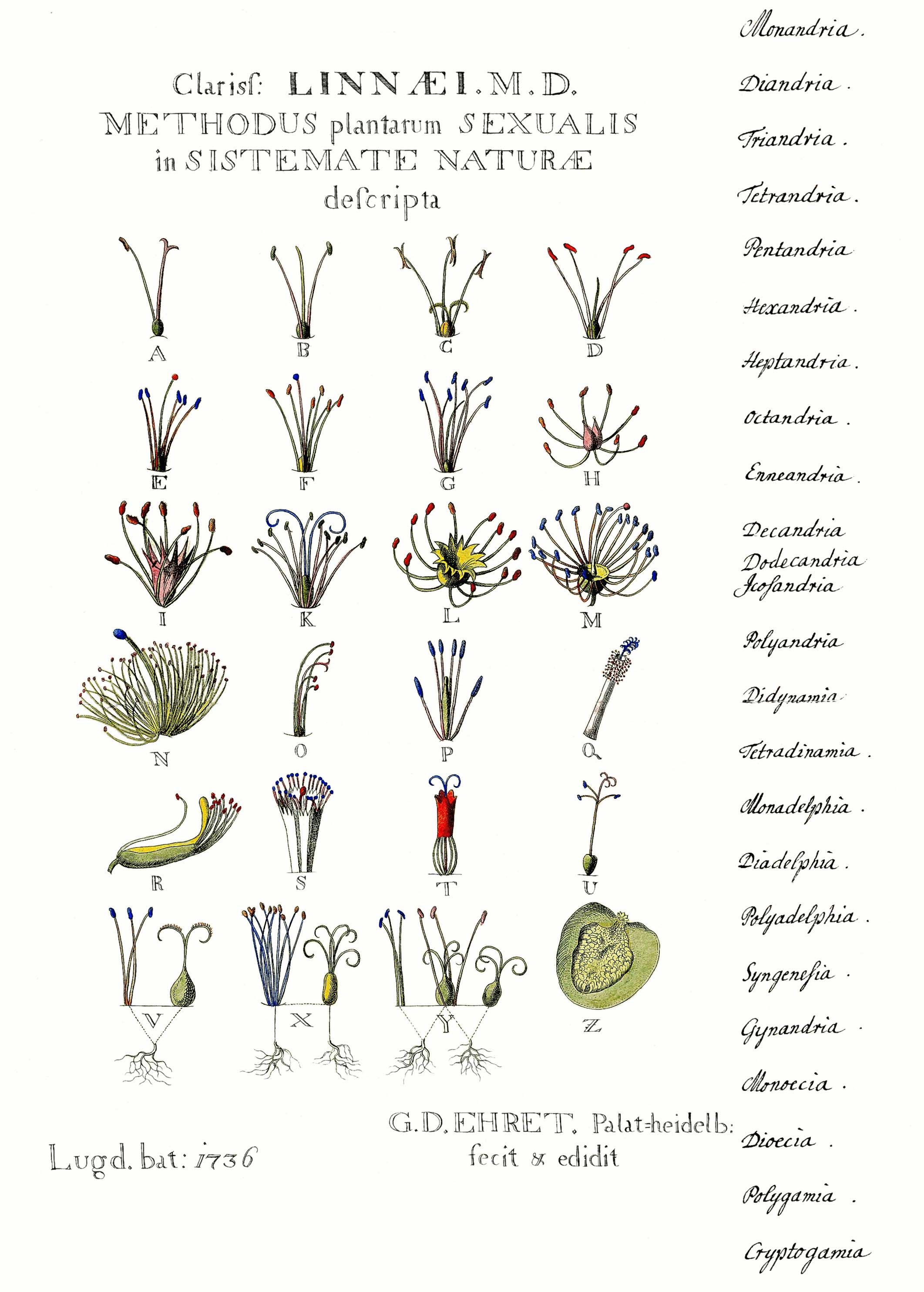
Classes botânicas no sistema de Linné

Em botânica, o Sistema de Lineu, ou Sistema lineano é a base do moderno sistema de classificação das plantas.
Embora aperfeiçoado posteriormente, o sistema de classificação das espécies vegetais criado pelo naturalista sueco Carl von Linné (1707-1778) foi de grande importância, tendo o mérito de criar uma espécie de catálogo com o registo e a descrição das plantas conhecidas e uma nomenclatura binomial das espécies em latim.
O sistema de classificação foi proposto por Lineu nas obras:
- Systema naturae (1735)
- Genera plantarum (1735-1737)
- Species plantarum (1753)

Este sistema, dito artificial, considera como caracteres de classificação a constituição da flor, o número de estames e o número de pistilos. Segundo estes critérios as plantas foram distribuídas em 24 classes, e estas divididas em ordens, géneros e espécies.

## Na história de Portugal
O sistema lineano foi desposado oficialmente por Portugal, no ensejo das reformas pombalinas, tendo subsequentemente orientado os trabalhos dos naturalistas portugueses, assim como colhido a predilecção de vários membros da Academia Real das Ciências de Lisboa, como Dom Rodrigo de Souza Coutinho.
Domenico Vandelli, naturalista e botânico italiano, que ocupara a posição de lente de História Natural, na Universidade de Coimbra, foi correspondente de Lineu e um grande promotor deste seu sistema, junto do meio académico português.

## Classificação
Reino: Vegetabile
- Classe 1. Monandria

| Ordem 1. Monogynia | Ordem 2. Digynia |

- Classe 2. Diandria

| Ordem 1. Monogynia | Ordem 2. Digynia | Ordem 3. Trigynia |

- Classe 3. Triandria

| Ordem 1. Monogynia | Ordem 2. Digynia | Ordem 3. Trigynia |

- Classe 4. Tetrandria

| Ordem 1. Monogynia | Ordem 2. Digynia | Ordem 3. Tetragynia |

- Classe 5. Pentandria

| Ordem 1. Monogynia Ordem 2. Digynia | Ordem 3. Trigynia Ordem 4. Tetragynia | Ordem 5. Pentagynia Ordem 6. Polygynia |

- Classe 6. Hexandria

| Ordem 1. Monogynia Ordem 2. Digynia | Ordem 3. Trigynia Ordem 4. Tetragynia | Ordem 5. Polygynia |

- Classe 7. Heptandria

Ordem 1. Monogynia
- Classe 8. Octandria

| Ordem 1. Monogynia Ordem 2. Digynia | Ordem 3. Trigynia | Ordem 4. Tetragynia |

- Classe 9. Enneandria

| Ordem 1. Monogynia | Ordem 2. Trigynia | Ordem 3. Hexagynia |

- Classe 10. Decandria

| Ordem 1. Monogynia Ordem 2. Digynia | Ordem 3. Trigynia Ordem 4. Pentagynia | Ordem 5. Decagynia |

- Classe 11. Dodecandria

| Ordem 1. Monogynia Ordem 2. Digynia | Ordem 3. Trigynia Ordem 4. Pentagynia | Ordem 5. Polygynia |

- Classe 12. Icosandria

| Ordem 1. Monogynia Ordem 2. Digynia | Ordem 3. Trigynia Ordem 4. Pentagynia | Ordem 5. Polygynia |

- Classe 13. Polyandria

| Ordem 1. Monogynia Ordem 2. Digynia Ordem 3. Trigynia | Ordem 4. Tetragynia Ordem 5. Pentagynia | Ordem 6. Hexagynia Ordem 7. Polygynia |

- Classe 14. Didynamia

| Ordem 1. Gymnospermia | Ordem 2. Angiospermia | Ordem 3. Polypetala |

- Classe 15. Tetradynamia

| Ordem 1. Siliculosa | Ordem 2. Siliquosa |

- Classe 16. Monadelphia

| Ordem 1. Pentandria | Ordem 2. Decandria | Ordem 3. Polyandria |

- Classe 17. Diadelphia

| Ordem 1. Hexandria | Ordem 2. Octandria | Ordem 3. Decandria |

- Classe 18. Polyadelphia

| Ordem 1. Pentandria | Ordem 2. Icosandria | Ordem 3. Polyandria |

- Classe 19. Syngenesia

| Ordem 1. Polygamia aequalis Ordem 2. Polygamia superflua Ordem 3. Polygamia frustranea | Ordem 4. Polygamia necessaria Ordem 5. Monogamia |

- Classe 20. Gynandria

| Ordem 1. Diandria Ordem 2. Triandria Ordem 3. Tetrandria | Ordem 4. Pentandria Ordem 5. Hexandria | Ordem 6. Decandria Ordem 7. Polyandria |

- Classe 21. Monoecia

| Ordem 1. Monandria Ordem 2. Diandria Ordem 3. Triandria Ordem 4. Tetrandria | Ordem 5. Pentandria Ordem 6. Hexandria Ordem 7. Heptandria Ordem 8. Polyandria | Ordem 9. Monadelphia Ordem 10. Syngenesia Ordem 11. Gynandria |

- Classe 22. Dioecia

| Ordem 1. Monandria Ordem 2. Diandria Ordem 3. Triandria Ordem 4. Tetrandria Ordem 5. Pentandria | Ordem 6. Hexandria Ordem 7. Octandria Ordem 8. Enneandria Ordem 9. Decandria | Ordem 10. Polyandria Ordem 11. Monadelphia Ordem 12. Syngenesia Ordem 13. Gynandria |

- Classe 23. Polygamia

| Ordem 1. Monoecia | Ordem 2. Dioecia | Ordem 3. Trioecia |

- Classe 24. Cryptogamia

Ordem 1. Filices
Gêneros: Onoclea, Ophioglossum, Osmunda, Agrosticum, Pteris, Blechnum, Hemionitis, Lonchitis, Asplenium, Polypodium, Adiantum, Trichomanes, Marsilea, Pilularia, Isoetes
Ordem 2. Musci
Gêneros: Lycopodium, Porella, Sphagnum, Fontinalis, Splachnum, Polytrichum, Mnium, Bryum, Hypnum
Ordem 3. Algae
Gêneros: Jungermannia, Targionia, Marchantia, Blasia, Riccia, Anthoceros, Lichen, Chara, Tremella, Fucus, Ulva, Conferva, Byssus, Spongia, Lithoxylon
Ordem 4. Fungi
Gêneros: Agaricus, Boletus, Hydnum, Phallus, Clathrus, Elvela, Peziza, Clavaria, Lycoperdon, Mucor
- Classe 25. Appendix (Apêndice)

Ordem 1. Palmae
Gêneros: Chamaerops, Borassus, Corypha, Cycas, Cocos, Phoenix, Areca, Elate, Caryota
Ordem 2. Plantae
Gêneros: Achras, Adansonia, Brossaea, Bucephalon, Fuchsia, Hippocratea, Hippomane, Hymenaea, Matthiola, Rheedja, Rumpfia, Trewia, Ximenia.